# Brachystegia gossweileri
Brachystegia gossweileri Burtt Davy & Hutch., 1923 è una pianta della famiglia delle Fabacee (sottofamiglia Detarioideae), nativa dell'Africa.

## Distribuzione e habitat
Questa specie è segnalata in Angola, Zambia, Zaïre.